# Azimuth Islands
Die Azimuth Islands sind eine Gruppe vier kleiner Inseln vor der Mawson-Küste des ostantarktischen Mac-Robertson-Lands. Sie liegen 1,5 km nordwestlich der Parallactic Islands in der Holme Bay.
Norwegische Kartografen kartierten sie anhand von Luftaufnahmen, die bei der Lars-Christensen-Expedition 1936/37 entstanden. Das Antarctic Names Committee of Australia (ANCA) benannte sie so, da die größte dieser Inseln Teilnehmern der Australian National Antarctic Research Expeditions im Jahr 1959 als Fixpunkt zur Ermittlung des Azimut bei Triangulationsmessungen diente.